# Korobari
Korobari (nepalski: कोरोबारी) – gaun wikas samiti we wschodniej części Nepalu w strefie Meći w dystrykcie Jhapa. Według nepalskiego spisu powszechnego z 2001 roku liczył on 958 gospodarstw domowych i 5006 mieszkańców (2544 kobiet i 2462 mężczyzn).